# 马恩河畔古尔奈
马恩河畔古尔奈（法語：Gournay-sur-Marne，法語發音：[ɡuʁnɛ syʁ maʁn] ⓘ）是法国法兰西岛大区塞纳-圣但尼省的一个市镇，属于勒兰西区。

## 地理
马恩河畔古尔奈（48°51'35"N, 2°34'35"E）面积1.68 平方千米，位于法国法蘭西島大區塞纳-圣但尼省，该省份为法国北部内陆省份，毗邻巴黎。
与马恩河畔古尔奈接壤的市镇（或旧市镇、城区）包括：马恩河畔尚、谢勒、加尼、马恩河畔讷伊、大努瓦西。

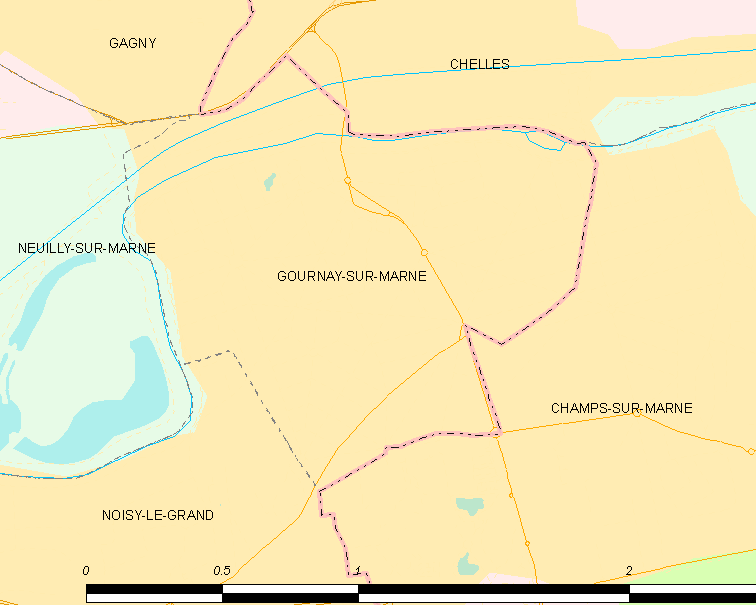
马恩河畔古尔奈的OSM定位图

马恩河畔古尔奈的时区为UTC+01:00、UTC+02:00（夏令时）。

## 行政
马恩河畔古尔奈的邮政编码为93460，INSEE市镇编码为93033。

## 政治
马恩河畔古尔奈所属的省级选区为大努瓦西县。

## 人口

1962-2008年间马恩河畔古尔奈人口变化图示

马恩河畔古尔奈于2022年1月1日时的人口数量为7101人。